# Anne-Baptiste Nivelon
Pour l’article homonyme, voir Nivelon.
Anne-Baptiste Nivelon née Anne Féret à Paris vers 1712 et décédée à Versailles le 16 février 1786, est une peintre française active de 1750 à 1764. 

## Biographie
Fille du peintre de l'Académie royale Jean-Baptiste Féret (1664-1739) élève de François Sicre, elle est la nièce par alliance du peintre Claude Nivelon, disciple de Charles Le Brun et « dessinateur » ordinaire du roi Louis XIV. 
Selon Lazare Duvaux, Anne-Baptiste Nivelon résidait rue de Satory, à Versailles.
Sa fille Félicité Nivelon (1745-1802) épousera à Versailles en avril 1765 Michel Laseigne, ingénieur géographe des Bâtiments du Roi.

## Galerie

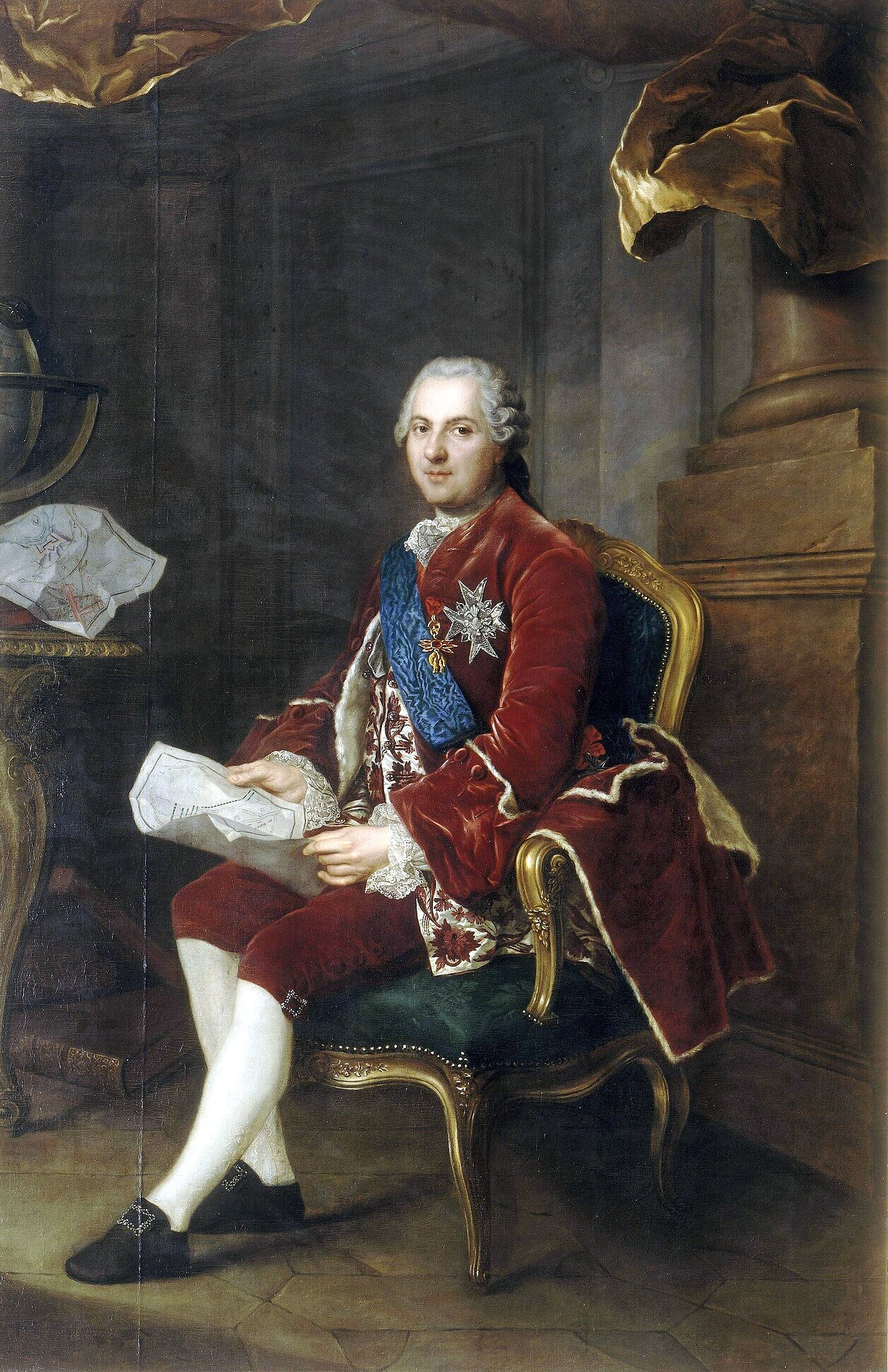
Louis de France, dauphin (1764), Chambre de Madame Victoire du Château de Versailles
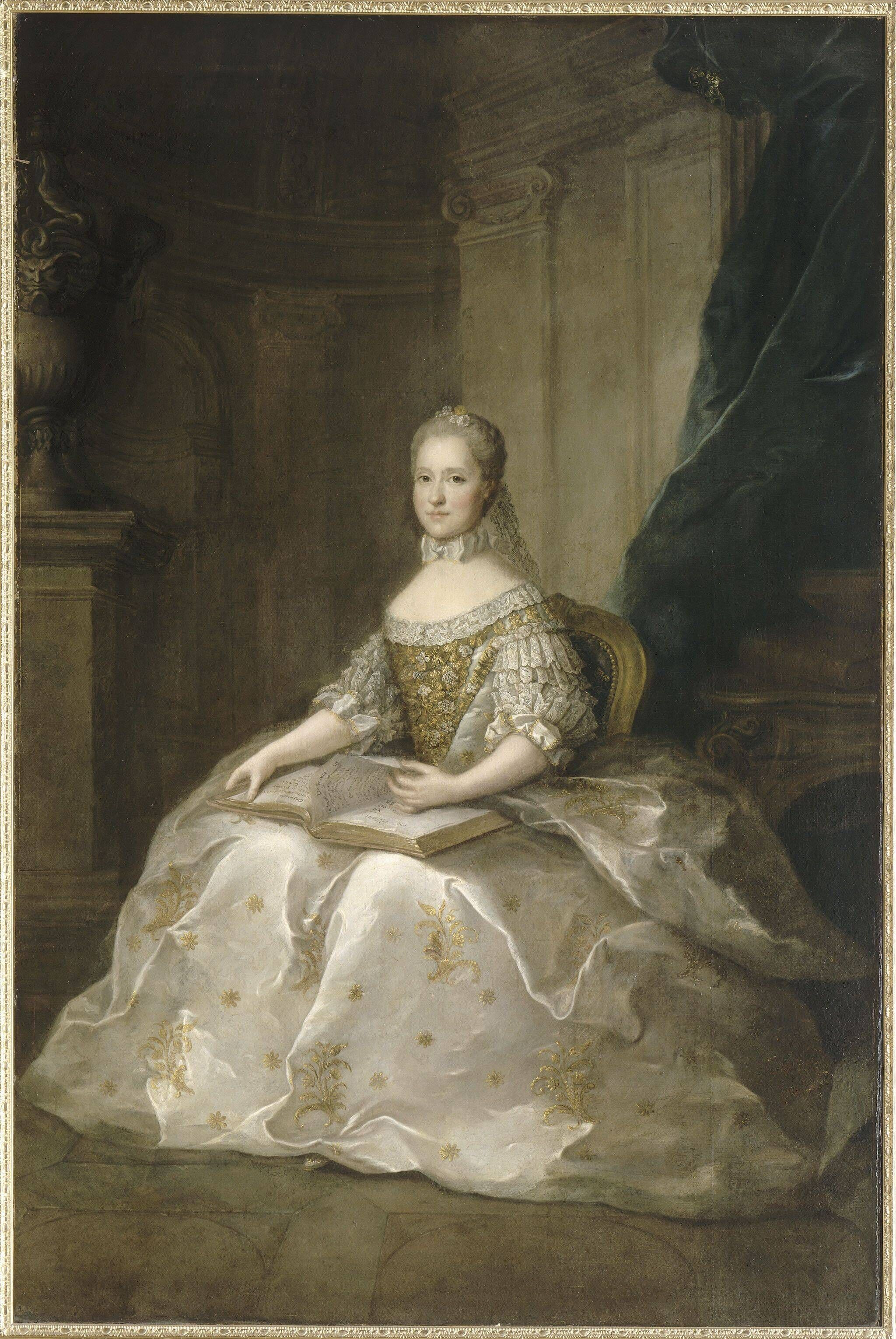
Portrait de Marie-Josèphe de Saxe (1764), Chambre de Madame Victoire du Château de Versailles
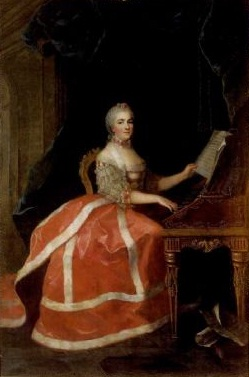
Victoire de France jouant du clavecin
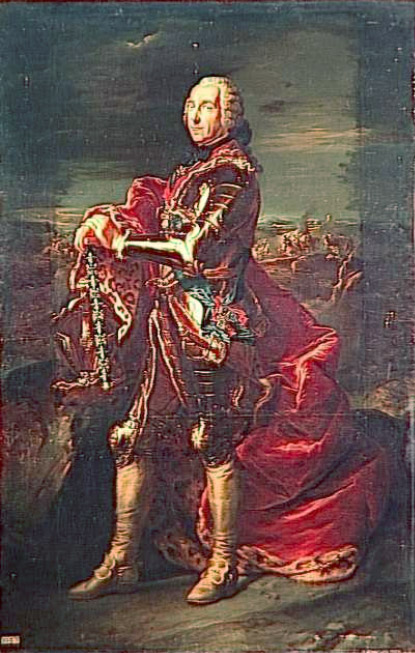
Portrait de Charles Louis Auguste Fouquet de Belle-Isle